# الکساندر یاکیمنکو (بازیکن فوتبال)
الکساندر یاکیمنکو (اوکراینی: Олександр Валерійович Якименко؛ زادهٔ ۵ سپتامبر ۱۹۸۸) بازیکن فوتبال اهل اوکراین است.
از باشگاه‌هایی که در آن بازی کرده‌است می‌توان به باشگاه فوتبال چورنومورتس اودسا اشاره کرد.
وی همچنین در تیم ملی فوتبال زیر ۲۱ سال اوکراین بازی کرده‌است.